# Antje Harvey
Antje Harvey nata Misersky (Magdeburgo, 10 maggio 1967) è un'ex sciatrice nordica tedesca attiva sia nello sci di fondo sia nel biathlon, specialità nella quale colse i maggiori successi, vincitrice di varie medaglie olimpiche e iridate. Fino alla riunificazione tedesca (1990) gareggiò per la nazionale tedesca orientale.
È moglie di Ian Harvey, a sua volta biatleta di alto livello.

## Biografia
In Coppa del Mondo di sci di fondo ottenne il primo risultato di rilievo il 18 dicembre 1984 a Davos (19ª). Dal 1990 lasciò il fondo per dedicarsi al biathlon; in Coppa del Mondo di biathlon esordì quello stesso anno a Ruhpolding, subito ottenendo il primo podio (3ª), e conquistò la prima vittoria nel 1993 ad Anterselva
In carriera prese parte a due edizioni dei Giochi olimpici invernali gareggiando nel biathlon, Albertville 1992 (2ª nella sprint, 1ª nell'individuale, 2ª nella staffetta) e Lillehammer 1994 (26ª nella sprint, 9ª nell'individuale, 2ª nella staffetta), a una dei Campionati mondiali di sci nordico, vincendo una medaglia, e a quattro dei Campionati mondiali di biathlon, vincendo due medaglie.

## Palmarès

### Biathlon

#### Olimpiadi
- 1 medaglia:
  - 1 oro (individuale[2] ad Albertville 1992)
  - 3 argenti (sprint[2], staffetta ad Albertville 1992; staffetta[2] a Lillehammer 1994)

#### Mondiali
- 2 medaglie:
  - 1 oro (staffetta[2] ad Anterselva 1995)
  - 1 bronzo (staffetta a Lahti 1991)

#### Coppa del Mondo
- Miglior piazzamento in classifica generale: 5ª nel 1991
- 6 podi (tutti individuali[3]), oltre a quelli conquistati in sede olimpica e iridata e validi anche ai fini della Coppa del Mondo:
  - 2 vittorie
  - 2 secondi posti
  - 2 terzi posti

##### Coppa del Mondo - vittorie
| Data            | Località    | Nazione   | Spec. |
| --------------- | ----------- | --------- | ----- |
| 23 gennaio 1993 | Anterselva  | Italia    | SP    |
| 18 marzo 1993   | Kontiolahti | Finlandia | IN    |

Legenda:

IN = individuale

SP = sprint

### Sci di fondo

#### Mondiali
- 1 medaglia:
  - 1 bronzo (staffetta[2] a Seefeld in Tirol 1985)

#### Coppa del Mondo
- Miglior piazzamento in classifica generale: 48ª nel 1985